# Pavla Gomba
Pavla Gomba (* 15. srpna 1974) je výkonná ředitelka UNICEF v České republice.
Před tím působila jako finanční analytička na Nizozemské obchodní komoře a v obchodním oddělení Dánského velvyslanectví v Praze. Jako konzultantka pracovala rovněž na finančním oddělení Magistrátu města Masvingo v Zimbabwe.
V letech 2004–2010 působila ve funkci členky Rady pro rozhlasové a televizní vysílání. Od roku 2008 je členkou správní rady Nadace rozvoje občanské společnosti. V roce 2013 byla zvolena členkou vládního Výboru pro práva dítěte. Od roku 2018 je členkou Rady DMS Fóra dárců.
Pavla Gomba absolvovala obor Finance a Řízení lidských zdrojů na VŠE Praha, kde také pravidelně přednáší v předmětu „Financování neziskových organizací“.
Pravidelně publikuje na aktuální témata z oblasti rozvojové pomoci a mezinárodního dění, na základě zkušeností z cest do krizových oblastí vydala knihu Slyšíte nás.
Od roku 2013 je magazínem Forbes nepřetržitě řazena mezi nejvlivnější ženy České republiky, stejně tak se pravidelně umisťuje v žebříčku nakladatelství Economia TOP ženy Česka v kategorii Veřejná sféra. V roce 2014 byla zařazena mezi European Young Leader („40 UNDER 40“ program).